# Kaédi
Kaédi er en by i det sydlige Mauretanien, beliggende ved Senegalflodens bred, på grænsen til Senegal. Byen har et indbyggertal på cirka 60.000 og er det administrative centrum i regionen Gorgol.